# Steven Elm
Steven Elm (* 12. srpna 1975 Red Deer, Alberta) je bývalý kanadský rychlobruslař.
Na mezinárodní scéně debutoval 29. místem na Mistrovství světa juniorů 1994, v roce 1996 se zúčastnil prvních závodů Světového poháru. Na Zimních olympijských hrách 1998 se umístil na 25. (1500 m) a 23. (5000 m) místě a na Mistrovství světa ve víceboji byl toho roku desátý (nejlepší výsledek jeho kariéry). V roce 1999 byl pátý v závodě na 1500 m na Mistrovství světa ne jednotlivých tratích. Startoval na zimní olympiádě 2002 (1500 m – 18. místo, 5000 m – 23. místo), na ZOH 2006 získal jako člen kanadského týmu stříbrnou medaili ve stíhacím závodě družstev (individuální závody: 1000 m – 29. místo, 1500 m – 12. místo, 5000 m – 22. místo). Své nejlepší individuální umístění vyrovnal na MS 2007, když dobruslil pátý na distanci 1500 m. V sezónách 2005/2006 a 2008/2009 pomohl kanadskému týmu k celkovému prvenství ve Světovém poháru v závodech družstev. Poslední starty absolvoval na podzim 2010.